# Denver Broncos 1976
La stagione 1976 dei Denver Broncos è stata la 7ª della franchigia nella National Football League, la 17ª complessiva e la quinta e ultima con John Ralston come capo-allenatore. La squadra concluse la stagione con un bilancio positivo di vittorie per la terza volta nelle ultime quattro annate ma ancora una volta non riuscì a qualificarsi per i suoi primi playoff.

## Calendario
| Stagione regolare |                         |           |                                 |        |
| Turno             | Avversario              | Risultato | Stadio                          | Record |
| 1                 | at Cincinnati Bengals   | S 7–17    | Riverfront Stadium              | 0–1    |
| 2                 | New York Jets           | V 46–3    | Mile High Stadium               | 1–1    |
| 3                 | Cleveland Browns        | V 44–13   | Mile High Stadium               | 2–1    |
| 4                 | San Diego Chargers      | V 26–0    | Mile High Stadium               | 3–1    |
| 5                 | at Houston Oilers       | S 3–17    | Astrodome                       | 3–2    |
| 6                 | Oakland Raiders         | S 10–17   | Mile High Stadium               | 3–3    |
| 7                 | at Kansas City Chiefs   | V 35–26   | Arrowhead Stadium               | 4–3    |
| 8                 | at Oakland Raiders      | S 6–19    | Oakland–Alameda County Coliseum | 4–4    |
| 9                 | Tampa Bay Buccaneers    | V 48–13   | Mile High Stadium               | 5–4    |
| 10                | at San Diego Chargers   | V 17–0    | San Diego Stadium               | 6–4    |
| 11                | New York Giants         | V 14–13   | Mile High Stadium               | 7–4    |
| 12                | at New England Patriots | S 14–38   | Schaefer Stadium                | 7–5    |
| 13                | Kansas City Chiefs      | V 17–16   | Mile High Stadium               | 8–5    |
| 14                | at Chicago Bears        | V 28–14   | Soldier Field                   | 9–5    |

## Classifiche
| AFC West             | AFC West | AFC West | AFC West | AFC West | AFC West | AFC West | AFC West | AFC West | AFC West |
|                      | V        | P        | T        | PCT      | DIV      | CONF     | PF       | PS       | Str.     |
| -------------------- | -------- | -------- | -------- | -------- | -------- | -------- | -------- | -------- | -------- |
| Oakland Raiders(1)   | 13       | 1        | 0        | .929     | 7–0      | 10–1     | 350      | 237      | V10      |
| Denver Broncos       | 9        | 5        | 0        | .643     | 5–2      | 7–5      | 315      | 206      | V2       |
| San Diego Chargers   | 6        | 8        | 0        | .429     | 2–5      | 4–8      | 248      | 285      | S1       |
| Kansas City Chiefs   | 5        | 9        | 0        | .357     | 2–5      | 4–8      | 290      | 376      | V1       |
| Tampa Bay Buccaneers | 0        | 14       | 0        | .000     | 0-4      | 0-13     | 125      | 412      | S14      |